# 전국 네트워크
《전국 네트워크》는 평일 오전 9시 20분에 방송되는 MBN의 아침 지역 연결 뉴스 프로그램이다.

## 방송 시간
- 2015년 7월 13일 ~ 2019년 12월 15일 : 평일 오전 10시 30분 ~ 10시 40분 (10분)
- 2019년 12월 16일 ~ 2020년 2월 18일 : 평일 오전 10시 20분 ~ 10시 30분 (10분)
- 2020년 2월 19일 ~ 현재 : 평일 오전 9시 20분 ~ 9시 30분 (10분)

## 앵커

### 현재 앵커
현재 앵커는 2025년 4월 1일을 기준으로 한다.
- 김유진 (여) - 매일방송의 아나운서

### 역대 앵커
| 역대 | 진행자                                     | 진행 기간                         | 비고  |
| ---- | ------------------------------------------ | --------------------------------- | ----- |
| 1기  | 강지연 아나운서                            | 2015년 7월 15일 ~ 2017년          |       |
| 2기  | (故)김주영 前 리얼미터 미래전략연구소 이사 | 2017년 ~ 2020년 12월 31일         | [ 1 ] |
| 3기  | 장혜선 아나운서                            | 2021년 1월 4일 ~ 2022년 3월 18일  |       |
| 4기  | 고선영 아나운서                            | 2022년 3월 21일 ~ 2023년 2월 21일 |       |
| 5기  | 한혜원 아나운서                            | 2023년 2월 22일 ~ 2024년 2월 9일  |       |
| 6기  | 장혜선 아나운서                            | 2024년 2월 12일 ~ 2025년 3월 31일 | [ 2 ] |
| 7기  | 김유진 아나운서                            | 2025년 4월 1일 ~ 현재             |       |

## 같이 보기
- KBS 930 뉴스 (KBS 1TV)
- KBS 아침뉴스타임 (KBS 2TV)
- 930 MBC 뉴스 (MBC TV)
- SBS 10 뉴스 (SBS TV)